# 日本民事訴訟法学会
日本民事訴訟法学会（にほんみんじそしょうほうがっかい、Japan Association of the Law of Civil Procedure）は、民事訴訟法をはじめとして、民事執行法、民事保全法、破産法、民事再生法、会社更生法などの領域に関心を持つ研究者・実務家などが所属する学会である。

## 概要
民事訴訟法に関する会員相互の研究協力、内外の学会との連絡を図り、民事訴訟法学の発達に寄与することを目的とする学術団体で、1949年11月24日に創立された。
毎年1回の大会において、総会のほかに個別報告・シンポジウム・懇親会などが行われるほか、各地方においても研究会が開催されている。学会誌として『民事訴訟雑誌』（法律文化社、ISSN-0075-4188）がある。事務局は一橋大学大学院法学研究科内に置かれている。

## 歴代理事長
- 初代　加藤正治
- 第2代　中村宗雄
- 第3代　菊井維大
- 第4代　中田淳一（1967-1969）
- 第5代　山木戸克己（1969-1973）
- 第6代　三ケ月章
- 第7代　伊東乾
- 第8代　中野貞一郎（1980-1983）
- 第9代　新堂幸司（1983-1986）
- 第10代　鈴木正裕
- 第11代　竹下守夫（1990-1992）
- 第12代　谷口安平
- 第13代　小島武司
- 第14代　青山善充
- 第15代　伊藤眞
- 第16代　松本博之
- 第17代　高橋宏志（2007-）
- 第18代　加藤哲夫
- 第19代　高田裕成
- 第20代　山本克己
- 第21代　三木浩一（2019-）
- 第22代　山本和彦